# Волмарейн, Крейн Хендрикс
Крейн Хендрикс Волмарейн (нидерл. Crijn Hendricksz. Volmarijn; 1601; Роттердам, Республика Соединённых провинций — 1645; Роттердам, Республика Соединённых провинций) — нидерландский художник периода голландского золотого века. Также известен как торговец живописью.

## Биография
Сын художника и торговца живописью Хендрика Волмарейна (Hendrick Crijnsz. Volmarijn) (?—1637), родившегося в Утрехте, но переехавшего в Роттердам в начале XVII века. После смерти отца продолжил семейное дело, которое было достаточно крупным. По мнению исследователей, Волмарейны специализировались на торговле недорогими полотнами, в частности работами копиистов, и товарами для художников. Сын Крейна Питер (1629—1679) также был художником.

## Творчество

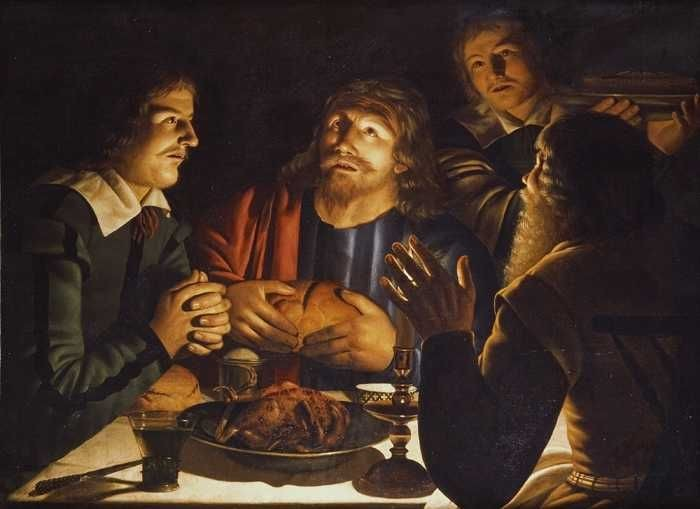
Христос в Эммаусе

Согласно RKD, Волмарейн был последователем Караваджо. Также отмечается влияние на художника Г. ван Хонтхорста, Г. Зегерса и В. ван дер Влита.
Известны три работы Волмарейна, все на библейские темы: два полотна на один сюжет «Христос в Эммаусе» (Christus in Emmaüs, 1631 и 1632), первое из которых хранится в Музее Роттердама, а второе — в Ferens Art Gallery города Кингстон-апон-Халл, и картина «Ночной разговор Иисуса и Никодима» (1631).

## Память
В честь семьи Волмарейн названа улица Volmarijnstraat в Роттердаме.